# Brillat Savarin

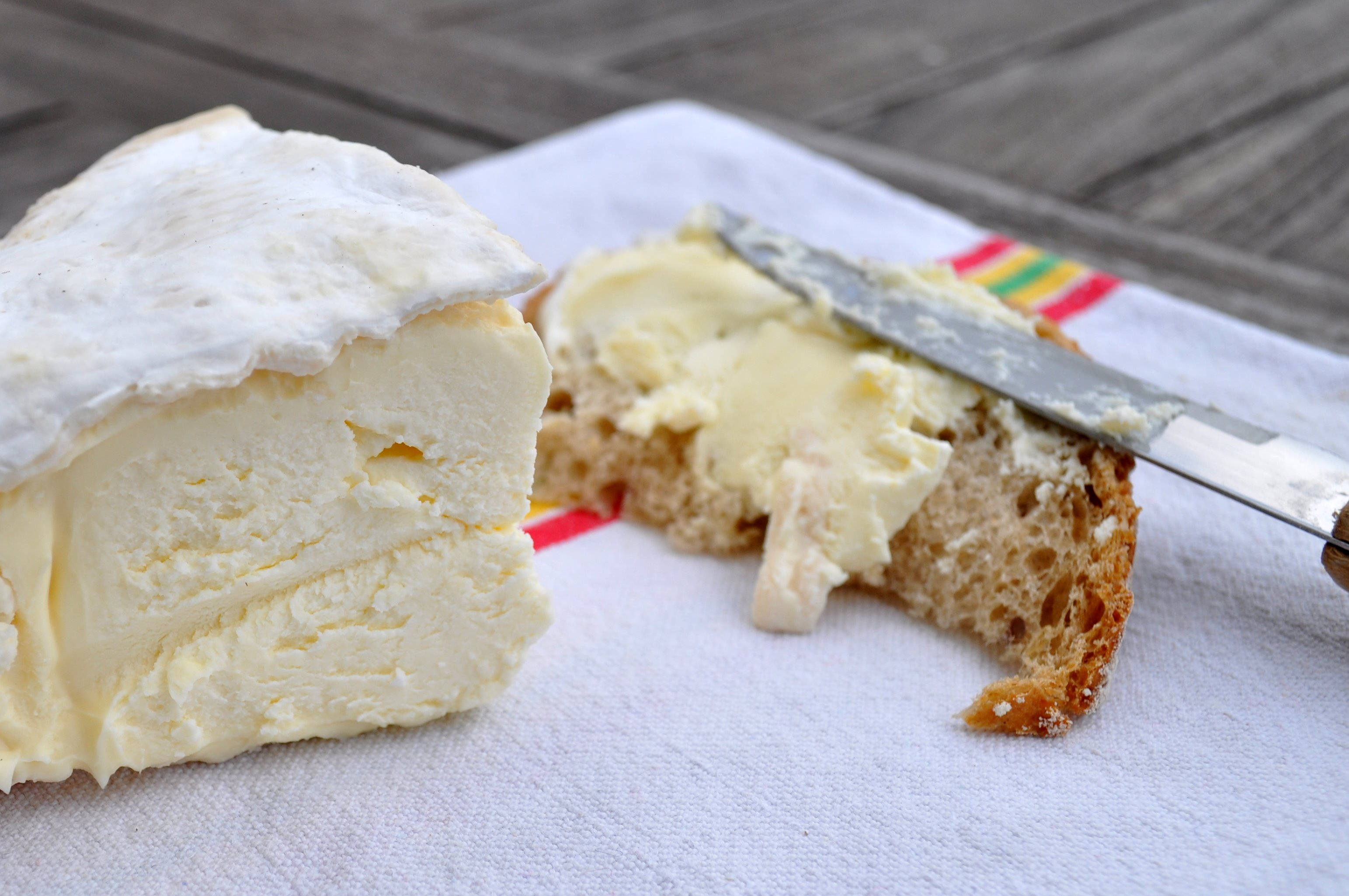
Brillat-savarin.

Brillat Savarin är en fransk fet krämig ost tillverkad av komjölk och grädde. Den är uppkallad efter den franske statsmannen och författaren Jean Anthelme Brillat-Savarin.